# Alfred Asikainen

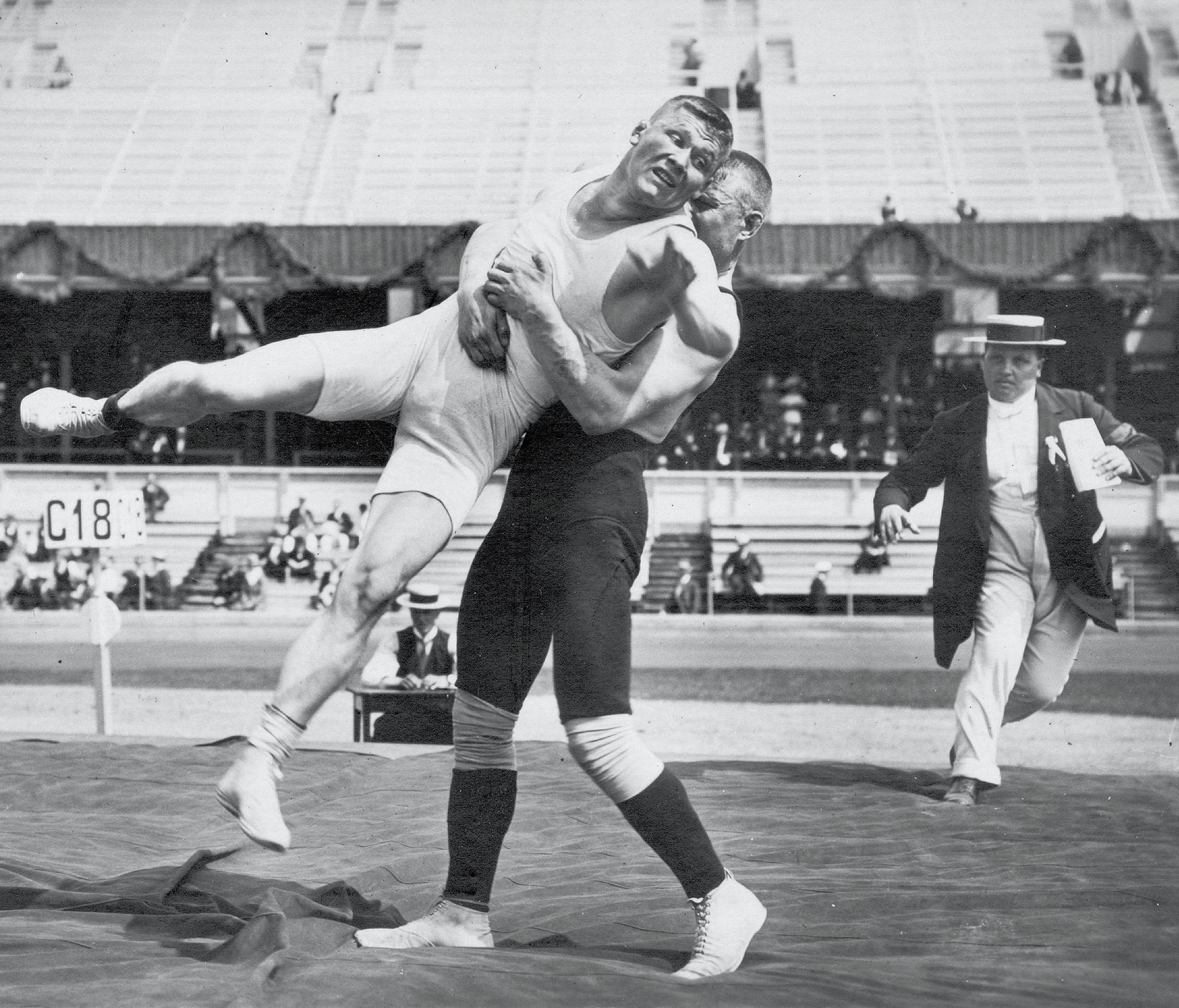
Alfred Asikainen (links) im Kampf gegen Martin Klein bei den Olympischen Spielen 1912

Alfred Johan „Alppo“ Asikainen (* 11. Februar 1888 in Viipuri; † 7. Januar 1942) war ein finnischer Ringer.
Asikainen stammte aus Viipuri, dem heutigen Viborg in Russland. Dort rang er für den Klub Viipurin VPK:n Tarmo. Im März 1910 gewann er im Theater von Pori die finnische Meisterschaft im Halbschwergewicht. Obwohl Finnland seit 1809 in einer Personalunion mit dem Russischen Reich verbunden war, durften die finnischen Athleten seit 1908 unter eigener Flagge antreten. Bei den Weltmeisterschaften in Helsinki im Jahr 1911 gewann Asikainen Gold vor Anders Ahlgren aus Schweden und seinem Landsmann Arvo Lumme. Ein Jahr später nahm er an den Olympischen Sommerspielen in Schweden teil, wo er hinter Claes Johanson (Schweden) und Martin Klein aus Russland im Mittelgewicht (griechisch-römischer Stil) Bronze gewann. Der Kampf zwischen Asikainen und Klein dauerte elf Stunden und 40 Minuten und endete am späten Abend mit dem Sieg Kleins durch Entscheidung. Klein verzichtete am nächsten Tag auf einen Kampf um die Goldmedaille gegen Claes Johanson und gewann Silber vor Asikainen.

## Erfolge
(OS=Olympische Spiele, WM=Weltmeisterschaften, GR=griechisch-römisch, Hsg=Halbschwergewicht, Mg = Mittelgewicht)
- 1911, 1. Platz, WM in Helsinki, GR, Hsg bis 83 kg, vor Anders Ahlgren, Schweden und Arvo Lumme, Finnland
- 1912, Bronzemedaille, OS in Stockholm, GR, Mg bis 75 kg, nach Siegen über Edgar Bacon, Vereinigtes Königreich, Joaquim Vital, Portugal und Jan Sint, Niederlande, einem Unentschieden wegen Passivität gegen Claes Johanson, Schweden und einer Niederlage gegen Martin Klein, Russland

## Finnische Meisterschaften
- 1910, 1. Platz, GR, Hsg bis 83 kg, vor Kelpo Vohlonen und Kalle Kaipio